# Тринвей (Огайо)
Тринвей (англ. Trinway) — переписна місцевість (CDP) в США, в окрузі Маскінґам штату Огайо. Населення — 358 осіб (2020).

## Географія
Тринвей розташований за координатами 40°8′9″ пн. ш. 82°0′45″ зх. д. / 40.13583° пн. ш. 82.01250° зх. д. (40.135941, -82.012398).  За даними Бюро перепису населення США в 2010 році переписна місцевість мала площу 0,98 км², уся площа — суходіл. В 2017 році площа становила 0,72 км², уся площа — суходіл.

## Демографія
Згідно з переписом 2010 року, у переписній місцевості мешкало 365 осіб у 138 домогосподарствах у складі 91 родини. Густота населення становила 373 особи/км².  Було 147 помешкань (150/км²).
Расовий склад населення:
| - 97,0 % — білих - 0,3 % — чорних або афроамериканців |

До двох чи більше рас належало 2,7 %. Частка іспаномовних становила 0,3 % від усіх жителів.
За віковим діапазоном населення розподілялося таким чином: 30,1 % — особи молодші 18 років, 57,3 % — особи у віці 18—64 років, 12,6 % — особи у віці 65 років та старші. Медіана віку мешканця становила 35,1 року. На 100 осіб жіночої статі у переписній місцевості припадало 117,3 чоловіків;  на 100 жінок у віці від 18 років та старших — 102,4 чоловіків також старших 18 років.
Середній дохід на одне домашнє господарство  становив 42 238 доларів США (медіана — 44 125), а середній дохід на одну сім'ю — 50 998 доларів (медіана — 54 485). 
Цивільне працевлаштоване населення становило 78 осіб. Основні галузі зайнятості: освіта, охорона здоров'я та соціальна допомога — 78,2 %, науковці, спеціалісти, менеджери — 21,8 %.